# 個食
個食（こしょく）とは、複数で食卓を囲んでいても、食べている物が各人で違うことを指す言葉である。転じて、単身者向けの食品を指す。

## 概要
個食は「核家族化」やライフスタイルの多様化に伴って、家族そろって生活リズムを共有することが難しくなった結果、家族のあり方や一家団欒といった習慣が失われることを危惧する言葉である。個食は「栄養バランスがとりにくい」「食嗜好が偏りがちになる」「コミュニケーション能力が育ちにくい」「食事のマナーが伝わりにくい」など、食に関する問題点を増加させる環境要因とされる。家庭の持つ家庭教育の場としての機能喪失を問題視する点は、1980年代のカギっ子などの社会現象キーワードにも通じる。
個食の背景として、20世紀末から塾通いや習い事などで子供の帰宅が遅くなるといった事情や、女性の社会進出や残業などで親との生活サイクルがかみ合わなくなったりするなどして、家族揃って一緒に食事が出来ないライフスタイルが生まれたことが挙げられる。その結果として、特に子供が自らの食欲や嗜好の赴くまま、ファーストフードやインスタント食品を摂取することが可能となり、個食が大きな社会問題として注目されるようになった。
本来、家族や友だちなどと一緒の食卓においては、子どもの心身の成長・発達の変化を日々観察することが可能であり、その変化に合致した食事内容にしたり、食材や食文化のことを話したり、食事のマナーを教えたりすることが、毎日の食卓で自然にでき、これが「食を営む力」の基礎を培うことにつながるとされる。また、食を通じたコミュニケーションは、食の楽しさを実感させ、心の豊かさをもたらすことにもつながることから、厚生労働省は個食を避けることを推奨している。
また、食事を家族一同で取る行為や一家団欒は、家族間のコミュニケーションの場としても機能していた。そういった経験を経ずに育った子供は人間性を欠くのではないかという危惧も、教育・社会学方面などから挙がっている。
それに対して、そもそもの「食卓での団欒」像を疑問視する意見や、大人と子どもで必要な栄養素の量が異なる上、好みにも差があることから、本人に合った別の食事を用意するのは合理的であるとする意見がある。